# Godło Wietnamu
Godło Wietnamu – jeden z symboli Wietnamu.
Jako wzór posłużyło godło Chińskiej Republiki Ludowej. Czerwień symbolizuje komunistyczną rewolucję. Zboże – rolników i dobrobyt. Koło zębate odzwierciedla robotników. Jest ono stylizowane tak by wyglądać na wschodzące słońce, rozjaśniające mroki kapitalizmu. Złota gwiazda pochodzi z flagi Wietnamu. Pięć ramion symbolizuje chłopów, robotników, żołnierzy, inteligencję i młodzież. Napis poniżej: „Cộng hoà xã hội chủ nghĩa Việt Nam” znaczy: Socjalistyczna Republika Wietnamu.

## Historyczne godła

### Całe terytorium

Emblemat Rządu Generalnego Indochin Francuskich

### Cześć terytorium

#### Północ

Sip Song Chau Tai 1948–1955 (dawny autonomiczny region zamieszkały przez tajskie ludy Tai Dam, Tai Dón i Tai Daeng w północno-zachodniej części kraju. Zniesiony po zjednoczeniu.)
Godło Demokratycznej Republiki Wietnamu 1955–1976

#### Południe

Herb Wietnamu Południowego 1954–1955
Emblemat Wietnamu Południowego 1955–1957
Emblemat Wietnamu Południowego 1957–1963
Herb Wietnamu Południowego 1963–1975
Godło Tymczasowego Rewolucyjnego Rządu Republiki Wietnamu Południowego 1969–1976